# 1567 Алікоскі
1567 Алікоскі (1941 HN, 1947 HE, 1947 HG, 1948 OC, 1567 Alikoski) — астероїд головного поясу, відкритий 22 квітня 1941 року.
Тіссеранів параметр щодо Юпітера — 3,116.